# José Maria Velho da Silva
José Maria Velho da Silva (Rio de Janeiro, 3 de março de 1811 - Rio de Janeiro, 1 de junho de 1901) foi um romancista, orador, poeta, membro do Instituto Histórico e Geográfico Brasileiro, mordomo da Casa Imperial, superintendente da Imperial Fazenda de Petrópolis e professor brasileiro.

## Biografia
Velho da Silva empregou grande parte de sua vida no serviço particular do imperador D. Pedro II e durante alguns anos exerceu interinamente o cargo de mordomo da Casa Imperial.
No último tratado de retórica adotado pelo Colégio Pedro II no século XIX, fez muitas considerações sobre o romance, gênero relativamente novo no Brasil. As suas Lições de Retorica, substituíram o tratado de Honorato de 1882, três anos após o autor ter assumido a disciplina de “Retórica, Poética e Literatura Nacional” no imperial estabelecimento de ensino. Assim como aquele que o antecedera na disciplina, considerava o romance um gênero secundário em prosa, que se assemelhava às cartas, uma vez que ambos tratavam de “fatos moraes menos importantes e menos elevados”. Enquanto estas últimas expressavam os sentimentos da vida privada ocorridos dia-a-dia, os romances, contos e novelas, alegava, narravam as aventuras e paixões imaginárias:
"O romance, o conto e a novella, são narrações de aventuras e de paixões imaginarias. O romance propriamente dito, é uma serie de ficção com as quaes o autor tem por fim deleitar o espírito e aperfeiçoar o coração de seus leitores." (VELHO DA SILVA, 1882, p. 235).
Segundo José Veríssimo, na sua História da literatura brasileira, pertenceu como poeta à primeira fase romântica brasileira, embora, como teórico fosse afeito ao estudo da retórica, vinculada à estética antecedente. É autor de um único romance, Gabriela (1875), comparado às Memórias de um sargento de milícias, de Manuel Antonio de Almeida. A segunda edição é do ano seguinte.
Sua extensa obra se divide ainda em livros didáticos, biografias, discursos e estudos variados. Foi nomeado conselheiro.